# Martin Freeman
Martin John Christopher Freeman (Aldershot, 8 de setembre de 1971) és un actor anglès, conegut principalment per les seves interpretacions de Tim Canterbury a la versió britànica de la sèrie de televisió The Office, el Dr. John Watson a la sèrie britànica Sherlock, Bilbo Saquet a la trilogia El hòbbit de Peter Jackson, i Lester Nygaard a la sèrie de comèdia negra Fargo.
També ha destacat en altres pel·lícules, com ara la comèdia romàntica Love Actually (2003), la comèdia de ciència-ficció The Hitchhiker's Guide to the Galaxy (2005), la comèdia semi-improvisada Nativity! (2009), i la trilogia Three Flavours Cornetto, principalment a The World's End (2013). Freeman ha rebut molts premis, entre els quals destaquen un Emmy, un BAFTA i un Empire, a més de ser en la llista de candidats a dos Emmy més, dos BAFTA, un Saturn i un Globus d'Or.

## Biografia

### Joventut
Freeman va néixer a Aldershot, Hampshire, essent el més jove de cinc fills. Els seus pares, Philomena (nascuda Norris) i Geoffrey Freeman, mariner de l'armada, es van separar quan Martin era petit. A 10 anys, el seu pare va morir com a conseqüència d'un atac de cor. Freeman va estudiar a l'escola salesiana de Chertsey, i posteriorment al Brooklands College d'estudis dels mitjans. El seu germà gran, Tim, esdevingué músic del grup Frazier Chorus.
Freeman va ser educat com a catòlic i romà. Encara que la seva família no era estricta en la seva pràctica religiosa, la religió va tenir una gran influència en el seu creixement. De petit tingué problemes de salut: era asmàtic, i hagué d'endurar una operació al maluc.